# Pseudostenophylax thinuviel
Pseudostenophylax thinuviel är en nattsländeart som beskrevs av Schmid 1991. Pseudostenophylax thinuviel ingår i släktet Pseudostenophylax och familjen husmasknattsländor. Inga underarter finns listade i Catalogue of Life.